# Халиуллин, Тимур Ильясович
Тимур Ильясович Халиуллин (род. 20 мая 1987, Ижевск, республика Удмуртия) — российский музыкант, артист Московского международного Дома музыки, солист Белгородской и Курской филармоний, лауреат международных конкурсов, 
ассистент кафедры фортепиано Белгородского государственного института искусств и культуры, преподаватель класса органа и клавесина.
Обладатель медали «Будущее России» и национальной общественной награды «Лучший молодой творческий деятель России». Лауреат первой всероссийской премии «Органист года». Инициатор и организатор Международного фестиваля  карильонной музыки «Белгородский звон», Международного Славянского органного фестиваля.
Ведущий рубрики «Новости органной жизни с Тимуром Халиуллиным» на ВГТРК Радио России (Москва).

## Биография
Родился и вырос в Ижевске, где закончил ДШИ № 6 (по классу фортепиано — Дина Тимергалеева), а затем Республиканское музыкальное училище (колледж) по классу фортепиано (Елена Лебедева) и теории музыки.
В 2011 году закончил Санкт-Петербургскую государственную консерваторию им. Н. А. Римского-Корсакова по классу специального фортепиано (класс доцента Леонида Тамулевича). Через год — органное отделение фортепианного факультета по классу специального органа у Заслуженного артиста России, профессора Даниэля Зарецкого; по классу клавесина у профессора Ивана Розанова; по классу камерного ансамбля у профессора Татьяны Чаусовой. Композицией занимался в классе профессора Александра Мнацаканяна.
В 2013 году получил звание магистра на факультете искусств Санкт-Петербургского государственного университета (отделение исторического исполнительства на клавишных музыкальных инструментах, кафедра органа, клавесина и карильона). Карильон — в классе профессора Йозефа Хаазена, научная работа под руководством профессора Алексея Панова. Клавесин — в классе профессора Ивана Розанова.
С 2011 г. — солист Белгородской государственной филармонии (орган, карильон, клавесин).
С 2014 г. — ассистент кафедры фортепиано Белгородского государственного института искусств и культуры, преподаватель класса органа и клавесина.
С 2020 г. — приглашённый солист Курской государственной филармонии.
С 2024 г. — артист Московского международного Дома музыки.
Обладатель медали «Будущее России» и национальной общественной награды «Лучший молодой творческий деятель России» (Красноярск 2016). Лауреат первой всероссийской премии «Органист года» (Москва 2020). Инициатор и организатор Международного фестиваля карильонной музыки «Белгородский звон» (2017, 2019, 2021), Международного Славянского органного фестиваля (2022, 2024)

## Концертная деятельность
Ведёт активную концертную деятельность в России и за рубежом. Тимур Халиуллин выступал в Москве, Санкт-Петербурге, Калининграде, Екатеринбурге, Красноярске, Хабаровске, Барнауле, Кемерово, Иркутске, Тюмени, Омске, Перми, Челябинске, Саратове, Самаре, Ржеве, Владимире, Курске, Брянске, Воронеже, Липецке, Пензе, Ярославле, Тольятти, Ижевске, Казани, Ульяновске, Новгороде, Гатчине, Луге, Волгограде, Краснодаре, Сочи, Нидерландах, Италии, Австрии, Германии, Чехии, Финляндии, Латвии, Эстонии, Польше, Швейцарии, Украине, Белоруссии, Дании, Бельгии, Турции.
Принимает активное участие в проектах, направленных на воспитание молодой слушательской аудитории, пропаганду классического музыкального искусства и работу с детской аудиторией:
- Органные концерты: «Секреты Короля инструментов»,"Орган и его друзья", «Орган — это романтично», «Орган — это современно». «Орган — это вечно». «Три кита органной музыки». «Тайны Белгородского органа».
- Карильонные концерты «Белгородский звон детям!»

Тимур организовывал концерты-лекции «Вечера органной музыки» в родном Ижевске (2008, 2009) еженедельные воскресные концерты карильонной музыки на Соборной площади города Белгорода «Белгородский звон» (2013), в том числе программы «Средневековая сказка» (карильон и волынка), «Музыка светлой Пасхи» (православные колокольные перезвоны), «Новогодний карильон» (праздничные новогодние звоны), «Звонкая Победа», «Народные звоны».
В 45—51 концертных сезонах Белгородской государственной филармонии были представлены концертные программы, среди которых: «Органный романтизм», «Шедевры органной музыки», «Виолончель и её джентльмены», «Орган плюс…», «Вечер органной токкаты», «Орган и музыка народов мира», «Аве Мария в зеркале столетий», «Секреты короля инструментов», «Виртуозная педаль», «Колокола и орган», «Под знаком ВАСН», «Струны души», «Итальянский концерт», «Медитации», «Орган и арфа», «Орган и гобой», «Орган и электро виолончель», «Орган и волшебные флейты», «Кантаты И. С. Баха», «Два века с Ф. Листом», «Орган и Джаз», «Музыка — храм души», «Орган и флейта Пана», «Орган и ударные», «Орган и виолончель», «Бах и Гендель: два гения, две судьбы», «Орган и кларнет», «Орган и дудук».
В апреле 2015 года вместе с солистами Белгородской филармонии посетил с концертами 8 городов Урала и Сибири.
С 2017 года — организатор международного фестиваля карильонной музыки «Белгородский звон».
С 2022 года — организатор Международного Славянского органного фестиваля.

## Награды

#### 2004–2012
- Стипендиат президента Удмуртской республики (2004, 2005)
- Лауреат Третьей премии Международного конкурса пианистов «Искусство XXI века» (Украина, 2005)
- Стипендиат Фонда творческой школы «Юные дарования» (Санкт-Петербург, 2005)
- Именной стипендиат учёного совета СПбГК — стипендия имени А. Рубинштейна (2008, 2009)
- Лауреат Первой премии XII Международного конкурса пианистов «На родине Шопена» (Польша. Казимеж-Дольны. 2008)
- Лауреат Первой премии X Международного конкурса органистов «Гатчина — Петербург» (Россия. Санкт-Петербург. 2009)
- Стипендиат Фонда «Надежда России» (2009)
- Стипендиат Фонда Гартов (2009, 2010, 2012)
- Стипендиат президента Российской Федерации (2010)

#### 2014–2025
- Лауреат Первой премии II Международного конкурса концертных органистов имени Браудо (Санкт-Петербург, 2014)
- Стипендиат правительства Российской Федерации (2015)
- Стипендиат губернатора Белгородской области (2015)
- Обладатель медали «Будущее России» и национальной молодёжной общественной награды «Лучший молодой творческий деятель России» (Красноярск, 2016)
- Победитель регионального этапа национальной премии «Гражданская инициатива» в номинации «Духовное наследие» за проект «Белгородский звон» (2016)
- Обладатель приза «Живая капля добрых дел» (2016)
- Лауреат  I премии Всероссийского открытого конкурса органных композиций VOX ORGANI. Обладатель специального приза «За оригинальное воплощение фольклора» (Казань, 2018)
- Гран-при Межрегионального военно-патриотического конкурса «Наследники победы» Инструментальное исполнительство. Профессионалы. Тимур Халиуллин (орган) и Ольга Бобрышова (домра) (Воронеж, 2020)
- Гран-при Международной премии «Музыкантофф» в области искусства. Тимур Халиуллин (орган) и Оксана Никитина (вокал) [Москва, 2020]
- Гран-при Международного конкурса-фестиваля исполнительского искусства «Алые Паруса». Инструментальное исполнительство. Тимур Халиуллин (орган), Ирина Литвинова (гусли) (Санкт-Петербург, 2020)
- Лауреат I премии Международного конкурса "Muusic box" Nomination "Concert-ensembles" Тимур Халиуллин - орган, Людмила Петрова - фортепиано. Fiestalonia Milenio (Испания, 24.12.2020)
- Победитель регионального конкурса «Наша гордость» в номинации «Культура и искусство» (Белгород, 2020)
- Лауреат I Всероссийской премии «Органист года» в номинации «За самую оригинальную и концептуальную программу» (Москва, 2020)
- Победитель грантового конкурса «Арт-окно» с проектом «Международный фестиваль карильонной музыки «Белгородский звон — 2021» (Благотворительный фонд Алишера Усманова)
- Лауреат I премии X Международного конкурса «Сибириада» в номинации "Музыкальный лекторий". Лекция-концерт "Орган и XX век". Т.И.Халиуллин (солист-органист), Н.Е.Гирявенко (лектор-музыковед). (Россия, Кемерово, 2021)
- Победитель грантового конкурса Арт-резиденция «Молодые – молодым». Президентский фонд культурных инициатив. 2021
- Гран-при I Международного конкурса CA Dolce (Турция, Германия). Дуэт: Тимур Халиуллин и Людмила Петрова. Номинация «Музыкальный жанр, клавишные инструменты: фортепиано, орган, клавесин (ансамбли в 4 руки, дуэты)». (август 2022)
- Победитель конкурса Фонда президентских грантов 2023 года. Арт-резиденция "МОЛОДЫЕ МОЛОДЫМ" для исполнителей на клавишных инструментах: ОРГАН, КЛАВЕСИН, КАРИЛЬОН. (Президентский фонд культурных инициатив, 2023)
- Благодарственное письмо Премии Центрального федерального округа в области литературы и искусства. Номинация «За просветительскую деятельность в сфере культуры» — за продвижение органной и карильонной музыки. (Москва. Резиденция полномочных представителей Президента РФ. 23.12.2024. )
- Юбилейный нагрудный знак «70 лет Белгородской области» за личный и профессиональный вклад в развитие Белгородской области. (Белгород, 26.12.2024)

## Участие в фестивалях

#### 2008—2016
- Фестиваль «Таланты родины Чайковского» (Ижевск, 2010)
- Международный органный фестиваль в Харлеме (Нидерланды, 2010)
- Международный кинофестиваль духовно-нравственного кино (Белгород, 2012)
- Международный органный фестиваль «Бах-фест»  (Украина, Сумы, 2012, 2013, 2015, 2016, 2017)
- Международный органный фестиваль «Органисты пяти континентов» (Кемерово, 2013)
- Международный фестиваль карильонной музыки «Музыка над городом» в Петропавловской крепости (Санкт-Петербург, 2013 - 2017 г.г.)
- Международный фестиваль славянской культуры «Хатмыжская осень» (Хатмыжск, 2013)
- Международный органный фестиваль имени Л. Ройзмана (Ярославская филармония, 2014)
- XXI Международный фестиваль ORGANUM-2014.  (Украина, Сумы, 2014)
- Международный фестиваль карильонистов «На Родине Малинового звона» (Бельгия, 2014)
- Международный фестиваль ORGELSOMMAR (Дания, 2014)
- XXI Международный органный фестиваль (Краснодар, 2014)
- IV Международный фестиваль «Джаз на большом органе» (Челябинск, 2015)
- Международный музыкальный фестиваль BelgorodMusicFest «Борислав Струлёв и друзья» (2015, 2016)
- Международный фестиваль Midsummer Fest (Финляндия, 2015)

#### 2017—2025
- Международный музыкальный фестиваль BelgorodMusicFest «Борислав Струлёв и друзья» (2017)
- Международный фестиваль ORGELSOMMAR (Финляндия, 2017)
- XVIII Международный фестиваль органной музыки в Сочи (2017)
- XIX Всемирный фестиваль молодёжи и студентов в Сочи (2017)
- Международный карильонный фестиваль «Музыка над городом» (Санкт-Петербург, Петропавловская крепость, 2018 - 2022)
- Международный музыкальный фестиваль «Орган+» (Калининград, 2018)
- X Межрегиональный фольклорный фестиваль «Лето красное» (с. Холки, Чернянский район, 2018)
- XIX Международный фестиваль органной музыки в Сочи (2018)
- Международный фестиваль музыкального творчества «Земля — наш общий дом» (Екатеринбург, 2019)
- II Международный фестиваль карильонной музыки «Белгородский звон» (2017, 2019)
- I Международный фестиваль искусств «Таврида-АРТ» (Судак, 2019)
- Международный фестиваль «Башня и звук» (Германия, 2019)
- XXVI Международный фестиваль органной музыки (Краснодар, 2019)
- VIII Международный сибирский фестиваль органной музыки (Омск, 2019)
- Инаугурация Большого концертного органа в «Зарядье» (Москва, 2020)
- 52-й международный органный фестиваль (Чехия, Оломоуц, 2020)
- Органный хит-парад. XII Международный фестиваль «Шедевры мировой классики в Кафедральном соборе» (Калининград, 2020)
- Международный органный фестиваль «Королевские аудиенции». Самарская государственная филармония. (Самара, 2020)
- Органный марафон в концертном зале «Зарядье» (Москва, 2020)
- Фестиваль классической музыки «Новый год в соборе». Кафедральный собор святых Петра и Павла (Москва, 2021)
- Фестиваль «Декабристские вечера в Кафедральном соборе» (Калининград, 2021)
- Гала-концерт Международного конкурса композиторов органной музыки "НОВЫЕ КЛАССИКИ ORGAN TAURIDA".  Большой зал Московской консерватории (Москва, 09.09.2021)
- III Международный  карильонный фестиваль "Белгородский звон", в рамках грантового конкурса «Арт-окно» (Благотворительный фонд Алишера Усманова)  (Белгород, 21.09.2021-23.09 2021)
- II Международный органный фестиваль в концертном зале имени Салиха Сайдашева (Казань, 2021)
- XVI Международный фестиваль органной музыки. ГКБУК Пермская краевая филармония. (Пермь, 01.11.2021)
- IX Межрегиональный фестиваль классической музыки «ТАНЕЕВСКИЕ МУЗЫКАЛЬНЫЕ СОБРАНИЯ». Владимирская областная филармония. Вечер русской органной музыки. (Владимир, 18.11.2021)
- Марафон «Орган ТАВРИДА». ГБКЗ им. С. Сайдашева. «Орган-это современно». (Казань, 30.11.2021)
- XV Зимний международный фестиваль искусств Юрия Башмета в Сочи. Органный марафон в сочинском зале органной и камерной музыки им. А.Дебольской . (Сочи, 20.02.2022)
- Органный концерт (флешмоб). Международный аэропорт Сочи при поддержке фонда Олега Дерипаска «Вольное Дело». (Сочи, 19.02.2022)
- I Международный Славянский органный фестиваль. (Белгород, 16.09.2022- 27.09.2022)
- XXII зимний фестиваль "Площадь искусств".  Большой зал Санкт-Петербургской филармонии имени Д.Д. Шостаковича. «Славянский концерт» Слонимского для органа и струнного оркестра  (Санкт-Петербург, 14.12.2022)
- 41-й Международный музыкальный фестиваль имени С.В.Рахманинова. Инаугурация органа (Тамбов, 07.06.2023)
- 21-й карильонный фестиваль "МУЗЫКА НАД ГОРОДОМ". (Санкт-Петербург, Петропавловская крепость, 28.06.2023)
- VIII Музыкальный фестиваль «Безумные дни» в Екатеринбурге. (Екатеринбург, 30 июня-2 августа 2023)
- 66-й фестиваль искусств «На родине П. И. Чайковского». (Ижевск, Сарапул, Воткинск, 7-9 июля 2023)
- XIII фестиваль «Органные вечера в Кусково». (Москва, 16.08.2023)
- IX Международный военно-технический форум «Армия-2023» Концерт на Карильоне главного храма ВС РФ. (Москва. Кубинка,18.08.2023)
- XXIII Фестиваль органной музыки. Концерт - Медитация для органа и струнных. (Сочи, 27.09.2023)
- XXIII Международный фестиваль «Неделя консерваторий». Органные академии. Двое за органом. (Санкт-Петербург, 30.10.2023)
- ВДНХ Международная выставка-форум «Россия». Белгородская область. (Москва. ВДНХ, 19.12.2023)
- V Международный органный фестиваль в Казани. Реверансы органу. (Казань, ГБКЗ им. С.Сайдашева, 20.03.2024)
- Всероссийский молодежный фестиваль классической музыки  ASTRA VERNE. Магия органа (Набережные Челны, 26.04.2024)
- Гала-концерт органистов России в рамках Всероссийского совещания VIII Органной секции Союза концертных организаций России. (Ульяновск, 25.05.2024)
- XVII Международный фестиваль «Музыкальная коллекция». Концерт «Под сводами соборов». (Санкт-Петербург, Филармония им. Шостаковича, 19.06.2024)

## Участие в проектах
- «Органная неделя» (Финляндия, 2007, 2008)
- Международная неделя консерваторий (Санкт-Петербург, 2009)
- «Старинная французская органная музыка» (Кондопога, 2009)
- «Летняя органная академия — музыка Баха» (Австрия, 2009)
- «Органы Швейцарии» (2009)
- «Ударные плюс» (Санкт-Петербургская академическая капелла, 2009)
- «Декабрьские вечера. Молодые таланты России» (Тольятти, 2009)
- X Международный конкурс органистов «Гатчина — Петербург» (2009)
- Летняя фортепианная стажировка в Высшей школе музыки (Германия, 2010)
- «Летняя органная академия» (Голландия, 2010)
- Летняя органная академия в Консерватории Штутгарта (Германия, 2012)
- Международная органная академия (Италия, 2013)
- «Петер Гроте Фестиваль» (Нидерланды, 2013)
- Международный проект «Органисты мира» (Красноярск, 2013)
- Органная академия (Италия, 2013)
- Международная акция «Ночь музеев» (Санкт-Петербургская филармония им. Шостаковича, 2013)
- ORGELSOMMAR (Дания, 2014)
- «На Родине Малинового звона» (Бельгия, 2014)
- «Королевская школа карильона имени Жефа Денейна» (Бельгия, 2016)
- Проект культурного обмена «Города-побратимы: Белгород и Херне» (Белгород, 2017)
- Проект культурного обмена «Города-побратимы: Белгород и Херне» (Германия, 2017)
- Органный концерт в честь празднования 500-летия Реформации в Германии (Штутгарт, 2017)
- Концерты карильонной музыки в районах Белгородской области в рамках проекта «Музыка души» (2017)
- Концерт в рамках всероссийской акции «Культурный минимум» (Белгород, 2018)
- Открытие Органного зала в Липецком Доме музыки (Липецк, 2018)
- Участник телевизионного проекта «Удивительные люди» (Москва, 2020)
- Проект культурного обмена по линии Россотрудничества: Россия-Черногория. Концерт-лекция «С клавесином через века». (Черногория, Подгорица, 20.01.2022)
- Открытая музыкальная акция приуроченная к юбилею Зимнего фестиваля искусств Юрия Башмета при поддержке фонда Олега Дерипаска «Вольное Дело» — концерт органной музыки в Международном аэропорту Сочи. (Сочи, 19.02.2022)
- Благотворительный концерт для беженцев из Донецкой и Луганской республик. Органный зал Белгородской филармонии. (Белгород, 21.04.2022)
- Специальный совместный проект «Мира Белогорья» и жителей Белгородской области ко Дню Победы. Учителя, военные, врачи, музыканты, губернатор и другие белгородцы читают стихотворение Константина Симонова «Сын артиллериста»..(Белгород, 09.05.2022)
- Проект «СТИХиЯ» в рамках третьего поэтического фестиваля СПЛАВ, организованный благотворительным фондом Алишера Усманова «Искусство, наука и спорт». (Старый Оскол, 3-5 июня 2022)
- Проект "Поезд Памяти". Органные концерты для участников IX Форума регионов РОССИЯ-БЕЛАРУСЬ в Гродно. Евангелическо-Лютеранская Церковь св. Иоанна. (Белоруссия. Гродно. 23.06.2022)
- Премьерное гала-выступление в проекте «Всероссийский молодежный оркестр национальных инструментов». Фонд содействия развитию музыкальной культуры «Орнамент» и «Петербург-концерт» при поддержке Комитета по культуре Санкт-Петербурга. (Большой зал Санкт-Петербургской филармонии им. Д. Д. Шостаковича, 10.11.2022)
- Гала-концерт органной музыки «Русский дивертисмент». К десятилетию установки органа компании «Глаттер-Гёц» в Большом театре. (Москва. Большой театр. 01.04.2023)
- Проект «Музыка в метро». Органный концерт на станции метро «Мичуринский проспект» приуроченный к 20-летию со дня торжественного открытия большого концертного органа Светлановского зала ММДМ. Организаторы - Московский продюсерский центр при Департаменте культуры Москвы, Департамент Транспорта и Московского Метрополитена. (Москва, 28.02.2025)
- Проект «Лето в Москве - Театральный бульвар». Органное шоу на Патриарших прудах. Инициатор - Московский международный Дом музыки. (Москва, 05.07.2025)

## Композиторская деятельность
- Вариации на татарскую народную мелодию «Бас, кызым Эпипа» (2009)
- Импровизация «Happy birthday, ВАСН» (2010)
- Токката для педали соло (2011)
- Импровизация «Мистерия ночи» (2016)
- Импровизация «Космос» (2017)
- Импровизация «Полевые цветы» (2019)
- Скерцо-токкаттина для фортепиано (2019)
- Колыбельная для органа (2019)

А также пьесы для карильона.